# Actinopus piceus
Actinopus piceus är en spindelart som först beskrevs av Anton Ausserer 1871.  Actinopus piceus ingår i släktet Actinopus och familjen Actinopodidae. Inga underarter finns listade i Catalogue of Life.